# Forza dissipativa

Attrito

Per forza dissipativa si intende una forza non conservativa, quindi con circuitazione non nulla.
Le forze dissipative trasformano l'energia meccanica persa nel sistema, ad esempio, in lavoro di deformazione o calore, cioè qualcosa che modifica l'energia interna delle parti di cui è composto il sistema.
Esempi di forze dissipative sono l'attrito (in tutte le sue forme, tra cui l'attrito fluidodinamico), le forze associate alla dispersione dell'energia elettrica in calore attraverso l'effetto Joule, e quelle associate alla formazione del calore di miscelamento.
L'esistenza delle forze dissipative è il motivo dell'impossibilità del moto perpetuo.